# NGC 3016
NGC 3016 é uma galáxia espiral (Sb) localizada na direcção da constelação de Leo. Possui uma declinação de +12° 41' 43" e uma ascensão recta de 9 horas, 49 minutos e 50,6 segundos.
A galáxia NGC 3016 foi descoberta em 21 de Março de 1854 por William Parsons.